# Üzenet a palackban (film)
Az Üzenet a palackban (eredeti cím: Message in a Bottle) 1999-ben bemutatott amerikai romantikus film, melyet Luis Mandoki rendezett. A forgatókönyvet Nicholas Sparks 1998-as regénye nyomán Gerald Di Pego írta, zenéjét Gabriel Yared szerezte, producerei Kevin Costner, Denise Di Novi és Jim Wilson voltak, a főszerepekben Robin Wright, Kevin Costner, Paul Newman és Jesse James látható. A Tig Productions, Di Novi Pictures és Bel Air Entertainment készítette, a Warner Bros. forgalmazta.
Amerikában 1999. február 12-én, Magyarországon 1999. június 9-én mutatták be a mozikban.

## Rövid történet
Egy nő tragikus szerelmes levelet talál egy palackban a tengerparton, és elhatározza, hogy felkutatja a szerzőt.

## Cselekmény
Theresa Osborne, egykori riporter a kisfiának él, és a Chicago Tribune-nál dolgozik kutatóként. Egy Cape Cod-i kiránduláson titokzatos, érdekes, gépelt szerelmes levelet talál egy palackban a homokban, Catherine-nek címezve. Lenyűgözi a levél, és megmutatja a kollégáinak. Ők Theresa tudta nélkül kinyomtatják az újságban, és számos választ kapnak. Az egyik válaszlevélhez csatolnak egy levelet, amelyet ugyanannak a személynek címeztek és ugyanabban a hangnemben írtak. Később kapnak egy másik hasonló levelet is az egyik olvasótól, amelyet nem Catherine-nek címeztek, de ugyanarra a jegyzettömbre gépelték. Végül az írógép és a használt jegyzettömb segítségével a szerző nyomára bukkannak. Garrett Blake-nek hívják, és nyugodtan él az észak-karolinai Outer Banks-en, apja, Dodge közelében.
Theresa Outer Banksbe megy, hogy tovább kutasson, és amikor találkozik vele, vonzódni kezdenek egymáshoz, és kezdik egymást jobban megismerni. A nő megpróbálja elmondani neki látogatásának eredeti célját, de attól fél, hogy elveszíti a férfit, ezért a beszélgetést elhalasztja. A köztük lévő szó szerinti távolság mellett – több száz mérföldre élnek egymástól – van még egy probléma: Garrett nem igazán tudja megbocsátani Catherine-nek, hogy meghalt és elhagyta őt.
Theresa karrierje virágzik, ahogy a romantikus „palackba zárt üzenet” története nyomtatásban, nevek említése nélkül megjelenik. Garrett Chicagóba utazik, hogy meglátogassa Theresát és kisfiát. Egy napig nagyon boldognak tűnnek együtt, de Garrett meglátja a levelét az újságban, dühös lesz, és távozni akar. Amikor azonban Theresa elárulja, hogy három ugyanolyan levél van, a férfi kíváncsivá válik, hiszen csak kettőt írt belőlük, és visszatér, hogy megnézze a többit. A harmadik levelet, amelyet nem Catherine-nek címeztek, valójában Catherine írta; ebben a levélben elárulja, hogy szerelmes, tud a közelgő haláláról, és hogy mennyire elégedett a Garrett-tel közös életével, bármilyen rövid is legyen az. Garrett a levéllel együtt távozik, Theresát pedig sírva hagyja.
Garrett továbblép az életében, és rendezi a dolgokat Catherine családjával, akik Garrett-tel harcoltak Catherine műkincseiért. Garrett befejezi saját, személyre szabott hajóját, amelyet volt felesége tiszteletére Catherine-nek nevez el, és meghívást küld Theresának, hogy látogassa meg. Amikor Theresa odamegy, tanúja lesz Garrett szenvedélyes beszédének elhunyt feleségéről, Catherine-ről, és megérti, hogy még mindig szerelmes elhunyt feleségébe, és azzal hagyja ott, hogy szívesen látja, ha úgy gondolja, készen áll új életet kezdeni.
Az éjszaka után Garrett újabb levelet ír Catherine-nek, majd egy üvegbe teszi, és elhajózik. Vihar tör ki, és Garrett kétségbeesetten próbál kimenteni egy családot a süllyedő hajójukról, és hármukból kettőt sikerül is megmentenie, azonban közben ő maga megfullad.
Garrett apja, Dodge felhívja Theresát, és elmondja neki a halálhírt. Theresa összetört szívvel megy oda, hogy elbúcsúzzon; Dodge átad neki egy levelet, amelyet Garrett írt Catherine-nak a halála napján. Ebben a levélben Garrett azt írja, hogy talált valaki mást, Theresát, aki ugyanolyan kedves neki, mint Catherine, és úgy dönt, hogy új életet kezd vele, és Catherine áldását kéri rá.
Theresa bár összetört, de elégedetten tér vissza, kijelentve, hogy bár ez az élmény szomorúvá tette, de segített neki megérteni, hogy mi a legfontosabb az életben.

## Szereplők
| Szerep                   | Színész         | Magyar hang      |
| ------------------------ | --------------- | ---------------- |
| Theresa Osborne          | Robin Wright    | Kovács Nóra      |
| Garret Blake             | Kevin Costner   | Szakácsi Sándor  |
| Dodge Blake, Garret apja | Paul Newman     | Bitskey Tibor    |
| Jason Osborne            | Jesse James     | Szvetlov Balázs  |
| Charlie Toschi           | Robbie Coltrane | Kránitz Lajos    |
| Lina Paul                | Illeana Douglas | Prókai Annamária |
| Johnny Land              | John Savage     | Németh Gábor     |

## Fordítás
- Ez a szócikk részben vagy egészben  a   Message in a Bottle (film) című angol Wikipédia-szócikk fordításán alapul.  Az eredeti cikk szerkesztőit annak laptörténete sorolja fel. Ez a jelzés csupán a megfogalmazás eredetét és a szerzői jogokat jelzi, nem szolgál a cikkben szereplő információk forrásmegjelöléseként.